# جويس جاي. سكوت
جويس جاي. سكوت (بالإنجليزية: Joyce J. Scott)‏ (مواليد 1948) فنانة أمريكية من أُصُول أفريقية، ونحَّاتة، وصانعة لُحُف، وفنانة أداء، وفنانة تنصيبية، وفنانة طباعة، ومُحاضِرة، ومعلمة. حصلت على زمالة مَكارثر عام 2016، وعلى جائزة الفنان ذو البصيرة من مؤسسة سميثسونيان عام 2019، غير أن أكثر ما يميزها هي منحوتاتها التشخيصية ومجوهراتها المصنوعة باستخدام أشكال حرة، تقنيات نسج الخرز من دون النَول، تشبه تقنية غرز بيوت. وغالباً ما يتم صنع كل قطعة باستخدام آلاف من خرز المُهر أو خرز البُذور الزجاجي، وأحياناً باستخدام أشياء أو مواد أُخرى متاحة مثل الزجاج، واللُحُف والجلود. وفي عام 2018، تمَّ الإشادة بها لبدئها بالعمل في وسط جديد –خليط من التربة، والطين، والقش والإسمنت - لصناعة منحوتة كان الهدف منها التحلل والعودة إلى الأرض. تستمد سكوت إلهامها من مجموعة من الثقافات المختلفة والمتنوعة، المشتملة على التقاليد الأفريقية والأمريكية الأصلية، والزخرفة الخرزية الروسية، والتشيكية والمكسيكية، وكذلك الكتب التوضيحية وكتب القصص المصورة، والثقافة الشعبية.
تشتهر سكوت بأحاديثها الاجتماعية عن قضايا مثل العنصرية، والطبقية، والتمييز على أساس الجنس، والعنف، والصور النمطية الثقافية، وكذلك المواضيع المتعلقة بالشفاء الروحي. ويتمحور عملها عن كيفية رؤية سكوت لنفسها في عالم يحكمه التغير السريع: «تُعبر هذه الأعمال عن النمو الشخصي، ولحظات الوحي الشخصية وعن كيفية عدم الوقوع في أساليب الحياة السهلة - تظهر جسارتي في الفن ولكنها تختفي في الحياة اليومية».

## السيرة
ولدت جويس جَين سكوت في مدينة بالتيمور عام 1948، وهي ابنة صانعة اللُحُف المعروفة إليزابيث تالفورد سكوت وجارلي سكوت الابن. وصَفت نفسها بأنها «طفلة بالتيمور الحقيقية وفتاة حَي ساندتاون (المدينة الرملية)» وعاشت في حي ساند تاون في منزل في صفِّ من البيوت المتلاصقة لأكثر من أربعة عقود. شجعتها والدتها على الإبداع حيث بدأت سكوت بالرسم عنما كانت في مدرسة كوبن ديمونسترَيشن، مؤسسة تعليم عام، والتحقت لاحقاً بمتوسطة ليميل والثانوية الشرقية في بالتيمور. وفي عام 1970، حصلت على بكالوريوس في الفنون الجميلة من كلية الفنون بمعهد ماريلند، ومن ثم حصلت على ماجستير في الفنون الجميلة من معهد أييندي في المكسيك. لاحقاً، تابعت دراستها في معهد روشيستر للتكنولوجيا في نيويورك ومعهد جبل هَيستاك في مَين.
كانت والدة سكوت فنانة عَلَّمت ابنتها تقنيات صناعة اللُحُف الأبليكة وشجعتها على متابعة مهنة الفن. كانت خياطة ملابس الدُمى إحدى أُولى مَسَاعِيها الفنية. وتستمد سكوت إلهامها أيضا من التقاليد الحرفية الموجودة عند أقاربها فهناك «صانعي اللُحُف، والعاملين في الخشب، وصانعي السِلال، وصانعي كراسي القصب، والمزارعين والحدادين،» حيث كان الناس يطورون من مهاراتهم في أكثر من حرفة في سبيل العيش. زاد عشقها للموسيقى واحساسها العميق بالروحانية نتيجة لنشأتها في معتقد الخمسينية ذو التقليد الغني بموسيقى الغوسبل.
تظهر التأثيرات الأفريقية على سكوت من خلال استخدامها للزخرفة المُتقَنَة والمعقَّدة. حيث تعيد سكوت تشكيل الخرز إلى شكلٍ نحتي، عن طريق استخدام تقنيات مشابهة للتقنية التي يستخدمها شعب يوروبا في غرب أفريقيا في صناعة الرموز الدالَّة على المَلَكِيَّة والتيجان الخرزية. وحسب أقوال العالمة ليزلي كينغ هاموند، كانت التقاليد والفنون الأفريقية تعمل على تحويل الأشياء اليومية إلى زخارف جميلة. وتشتمل ممارسة سكوت على الأداء بالإضافة إلى النحت. فغالباً ما تُوَظِّف شخصيتها الفكاهية والناقدة وغير المُبَرِّرة في أدائها لانتقاد قضايا من قبيل النِسوية، والتمييز على أساس الجنس والعنصرية. وعلى غرار مجوهراتها وأعمال اللًحُف، كثيرا ما يتناول أدائها القصص السردية والذاكرة.